# Paulo Londra
Paulo Londra, nato Paulo Ezequiel Londra Farías (Cordoba, 12 aprile 1998), è un rapper e cantante argentino.
Il suo primo album in studio, Homerun pubblicato il 23 maggio 2019 sotto l'etichetta Big Ligas/Warner Latina, ha raggiunto la prima posizione nella classifica Argentina, la terza in quella spagnola e la quarta in quella messicana. Due suoi singoli, Cuando te besé e Adán y Eva entrambi pubblicati nel 2018, hanno raggiunto la vetta della classifica argentina. Quest'ultimo ha raggiunto anche la prima posizione della classifica spagnola e uruguaiana nonché è stato certificato dalla AMPROFON col triplo platino, dalla FIMI col doppio platino, dalla PROMUSICAE col quadruplo platino e dalla RIAA col triplo platino.

## Discografia

### Album in studio
- 2019 – Homerun
- 2022 – Back to the Game

### EP
- 2025 – Versus

### Mixtape
- 2018 – Dímelo

### Singoli
- 2018 – Nena maldición (con Lenny Tavárez)
- 2018 – Te amo (con i Piso 21)
- 2018 – Dímelo
- 2018 – Chica paranormal
- 2018 – Cuando te besé (con Becky G)
- 2018 – Condenado para el millón
- 2018 – Adán y Eva
- 2019 – Forever Alone
- 2019 – Tal vez
- 2019 – Solo pienso en ti (con De La Ghetto e Justin Quiles)
- 2019 – Party (feat. A Boogie wit da Hoodie)
- 2022 – Plan A
- 2022 – Chance
- 2022 – Paulo Londra: Bzrp Music Sessions, Vol. 23 (con Bizarrap)
- 2022 – Luces
- 2022 – Nublado
- 2022 – Cansado (con Joaqo)
- 2022 – Julieta
- 2022 – Noche de novela (feat. Ed Sheeran)
- 2022 – Party en el barrio (feat. Duki)
- 2022 – A veces (con Feid)
- 2022 – Toc toc (feat. Timbaland)
- 2022 – Necio (feat. Lit Killah)
- 2022 – Toc toc (feat. Timbaland)
- 2024 – Posdata
- 2024 – Paracaídas
- 2024 – Princesa (con Valentino Merlo e Luck Ra)
- 2024 – Recién soltera
- 2024 – Que hicimo' (con Rusherking)
- 2024 – Protagonista (con Lit Killah)
- 2024 – Perreito pa llorar (con Lola Índigo)
- 2025 – Itamambuca (con Luísa Sonza)
- 2025 – Ramen para dos (con María Becerra e Xross)